# Lipovăț
Lipovăț is een Roemeense gemeente in het district Vaslui.
Lipovăț telt 4348 inwoners.